# Saint-Bernard, Isère
Saint-Bernard là một xã của tỉnh Isère, thuộc vùng Rhône-Alpes, đông nam nước Pháp.